# Machine to Machine
Con M2M, acronimo di Machine-to-machine, in generale ci si riferisce a tecnologie e applicazioni di telemetria e telematica che utilizzano le reti wireless.
Machine-to-machine indica anche un insieme di software e applicazioni che migliorano l'efficienza e la qualità dei processi tipici di ERP, CRM e asset management (letteralmente, "gestione delle risorse").
Il termine M2M è in continua evoluzione. Tra le accezioni di M2M sono compresi i termini Machine-to-Human (M2H) e Machine-to-Enterprise (M2E).
Nelle telecomunicazioni mobili il termine M2M indica Mobile-to-Mobile e descrive le comunicazioni che non coinvolgono le linee terrestri.
Le soluzioni applicative M2M coinvolgono numerosi settori industriali e dei servizi: dalla movimentazione e stoccaggio merci utilizzando RFID alla gestione delle relazioni con il cliente finale tramite SMS.